# Иж (остров)
Иж (хорв. Iž) — остров в Адриатическом море, в центральной части Хорватии, к юго-западу от города Задар.

## География

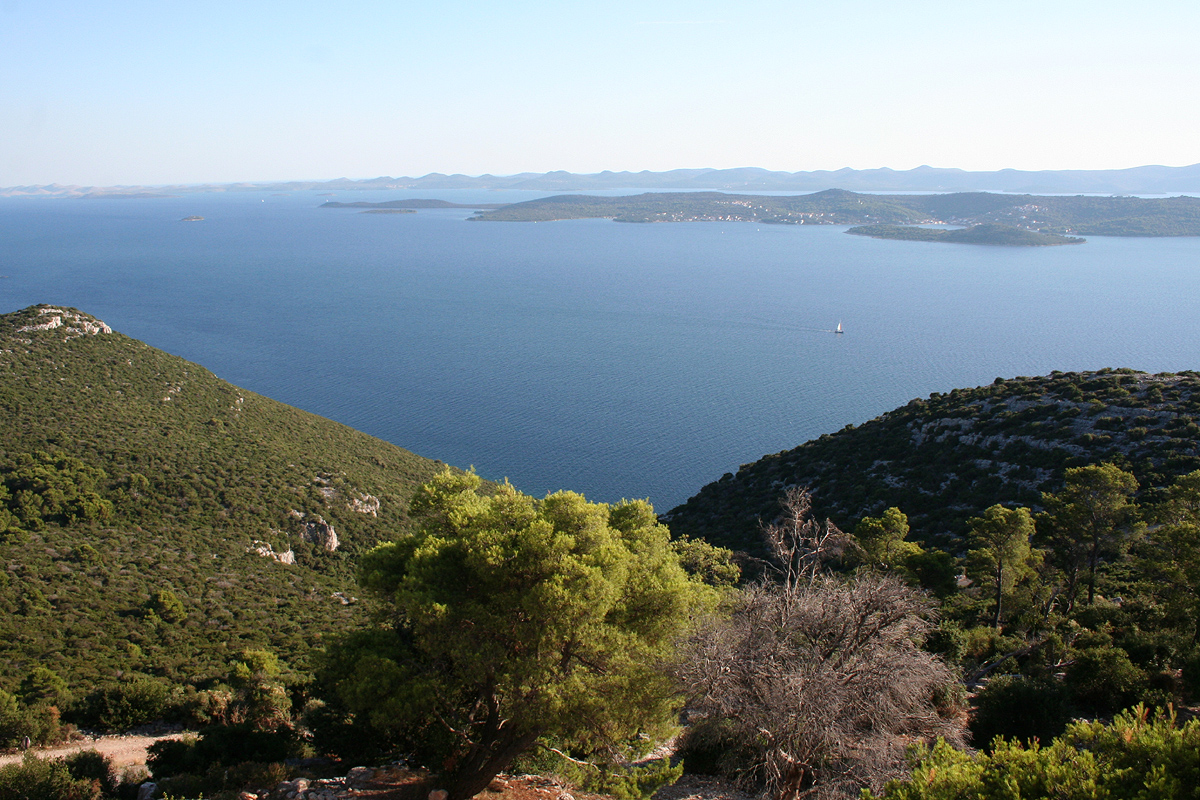
Вид на Иж с острова Углян

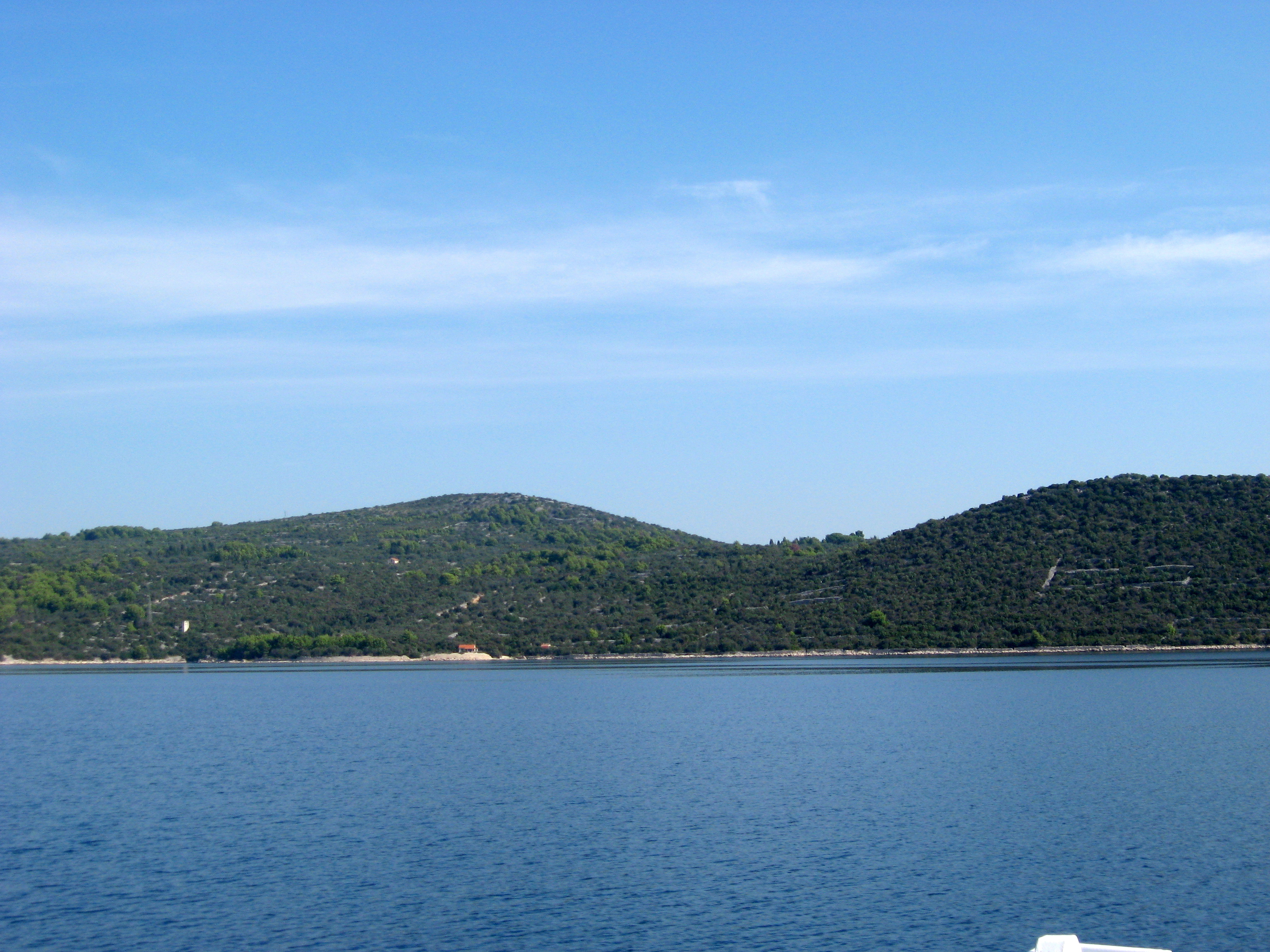
Побережье острова

Площадь острова — 17,59 км². Наивысшая точка острова Иж — вершина Кориньяк (168 м), длина береговой линии — 35,1 км. Остров сложен известняковыми и доломитовыми породами. Иж расположен в проливе между более крупными островами Дуги-Оток (на западе) и Углян (на востоке). Как и эти два острова, Иж имеет вытянутую с северо-запада на юго-восток форму. Кроме Ижа между Угляном и Дуги-Отоком расположен целый ряд более мелких островов, единственный обитаемый из них — Рава, крупнейшие из необитаемых — Кнежак, Рутняк и Фулия.
Иж связан регулярными паромными рейсами с Задаром.

## История
Остров был заселён с доисторических времён, первые письменные свидетельства о первых хорватских поселенцах на Иже датируются 1266 годом.

## Население
Население острова по данным переписи населения 2021 года составляет 516 человек, проживает в нескольких посёлках, крупнейшие из которых Вели-Иж, Мали-Иж. Население занято сельским хозяйством, рыболовством и туристическим сервисом.